# Jean-Christophe Cambadélis
Jean-Christophe Cambadélis (ur. 14 sierpnia 1951 w Neuilly-sur-Seine) – francuski polityk, działacz partyjny i młodzieżowy, długoletni parlamentarzysta, I sekretarz Partii Socjalistycznej (2014–2017).

## Życiorys
Z wykształcenia doktor nauk społecznych, był badaczem na Université de Paris I. Działalność polityczną rozpoczął na początku lat 70. w ramach AJS, młodzieżówki jednej z partii komunistycznych. Po rozłamie w organizacji studenckiej UNEF stał na czele jednego z odłamów, zrzeszającego studentów skrajnie lewicowych. Funkcję tę pełnił do 1984. Wkrótce porzucił komunistów, dołączając do Partii Socjalistycznej.
W latach 1988–1993 po raz pierwszy zasiadał w Zgromadzeniu Narodowym. Od 1995 do 2001 był wiceprzewodniczącym rady miejskiej w Paryżu. W międzyczasie, w 1997, powrócił do niższej izby francuskiego parlamentu, uzyskując reelekcję w kolejnych wyborach (2002, 2007, 2012). Awansował także w strukturach partyjnych, w 2014 został wybrany na pierwszego sekretarza socjalistów.
Kierowana przez niego partia poniosła porażkę w wyborach parlamentarnych w 2017, tracąc większość poselskiej reprezentacji. Jean-Christophe Cambadélis odpadł już w pierwszej turze głosowania w swoim okręgu wyborczym. 18 czerwca 2017, po zakończeniu drugiej tury wyborów, zrezygnował z funkcji pierwszego sekretarza PS.